# Lim-Pendé
 Lim-Pendé er et af de 20 præfekturer i Den Centralafrikanske Republik med hovedstad i byen Paoua.  I 2024 havde præfekturet  en befolkning på omkring  469.545 indbyggere, og et areal på  13.210 km2.
Præfekturet er inddelt i 5 underpræfekturer:
- Paoua
- Ngaoundaye
- Ndim
- Kodi
- Taley

## Geografi
Præfekturet ligger i den nordvestlige del af landet. Mod nord grænser det op til Tchad, mod vest til Cameroun, mod sydvest og syd til Ouham-Pendé og mod øst til Ouham.

## Historie
Tidligere var alle dens territorier en del af Ouham-Pende, Lim-Pendé blev oprettet den 10. december 2020.